# Simfonia núm. 3 (Borodín)
La Simfonia núm. 3 en la menor d'Aleksandr Borodín és una simfonia inacabada d'estil romàntic.
Només n'existeixen dos moviments, que van ser completats pel seu deixeble Aleksandr Glazunov a partir d'uns esbossos de Borodín inicialment adreçats a quartet de corda:
- Moderato assai: basat en un tema popular rus. Comença amb un solo d'oboè que s'expandeix cap a tot el conjunt de vent fusta.
- Vivo: és un scherzo escrit en compàs de cinc que recupera fragments descartats d'El príncep Ígor.